# ERSC Karben
Der ERSC Karben (Eis- und Rollsportclub Karben) war ein Sportverein aus dem hessischen Karben. Seine Eishockeyabteilung spielte von 1986 bis 1988 in der Oberliga, der dritthöchsten Spielklasse und zuvor in der viertklassigen Regionalliga.

## Geschichte
Der ERSC Karben wurde 1983 gegründet. Es stieg bereits im ersten Jahr auf der Landesliga Hessen in die Regionalliga auf. In der Saison 1984/85 erreichte man auf Anhieb den 5. Platz in der Regionalliga Süd/West, verzichtete jedoch auf die Qualifikation zur Oberliga Mitte. In der Folgesaison gewann man die Vorrunde A (Nord) und scheiterte erst im Play-off-Finale am ESC Wernau. In der anschließenden Qualifikationsrunde sicherte man sich den Aufstieg in die Oberliga. In der Hauptrunde der ersten Oberligasaison landete man mit 311 Gegentoren aus 28 Spielen auf dem letzten Platz, nachdem man bereits zu Beginn der Saison einen Aufstiegsverzicht erklärt hatte. Die anschließende Qualifikationsgruppe konnte man jedoch gewinnen. Allerdings wurde die Oberliga Mitte nach zwei Jahren wieder aufgelöst; Karben verblieb als einzige Mannschaft der Gruppe Mitte in der Oberliga und wurde in die Gruppe Nord eingeteilt. Auch in dieser belegte man den letzten Platz der Hauptrunde. In der Qualifikation verpasste man den Klassenerhalt knapp. Nach der Spielzeit meldete der Verein Konkurs an.
Von 1984 bis 1986 stellte der Verein auch eine 1b-Mannschaft, die in der hessischen Landesliga bzw. Landesliga B spielte.